# Rouvroy-sur-Audry
Rouvroy-sur-Audry är en kommun i departementet Ardennes i regionen Grand Est (tidigare regionen Champagne-Ardenne) i nordöstra Frankrike. Kommunen ligger  i kantonen Rumigny som ligger i arrondissementet Charleville-Mézières. År 2022 hade Rouvroy-sur-Audry 528 invånare.

## Befolkningsutveckling
Antalet invånare i kommunen Rouvroy-sur-Audry
Referens: INSEE